# Poney de Manipur
Vous lisez un « bon article » labellisé en 2015.
Le poney de Manipur est une race de poney des contreforts de l'Himalaya, au Nord-Est de l'Inde. Son origine exacte reste controversée, mais il s'agit vraisemblablement d'un animal assez ancien, proche du poney tibétain, du cheval mongol et du cheval arabe. Mentionnés pour la première fois en 1584, les poneys de Manipur servent d'animaux de cavalerie tout au long des XVIIe et XVIIIe siècles. À la fin du XIXe siècle et au début du XXe siècle, ils deviennent très recherchés par les Britanniques comme poneys de polo. Le nombre d'animaux diminue, notamment à cause d'exportations.
Le poney de Manipur dispose d'une bonne diversité génétique, il est proche des trois autres races de poneys indiennes, mais très éloigné du cheval Marwari. Originellement destiné à l'usage militaire et au polo, il reste populaire pour ce dernier usage. Il est aussi monté en course et employé pour le transport. Les poneys de Manipur subsistent en nombre très réduit, à cause de la destruction des zones humides où ils sont traditionnellement élevés. En 2015, ils sont considérés comme en danger critique d'extinction. Des mesures conservatoires ont été entreprises, mais l'extinction de la race est envisagée dans les prochaines années.

## Histoire
Le berceau de la race se situe à Manipur et Assam. Il y a controverse sur l'origine exacte du poney de Manipur, bien que tous les chercheurs s'accordent sur sa relative ancienneté. Une théorie en fait le descendant de poneys tibétains amenés dans cette région de l'Inde il y a environ un millier d'années, quand d'autres défendent la théorie d'un croisement entre le cheval sauvage de Mongolie et le cheval arabe, amené en Inde à l'occasion des invasions de tribus Tatars, également à l'origine du développement du polo. Quoi qu'il en soit, les preuves de l'élevage de ces poneys dans la région de Manipur remontent à plusieurs siècles. La première trace écrite qui évoque leur existence est une brève mention dans les Cheitharol Kumbaba (en), chroniques royales de Manipur, en 1584. Des poneys de Birmanie auraient été pris comme butin de guerre par le roi Kyamba. Au début du XVIIe siècle, le cheval apparaît plus fréquemment dans la littérature locale. Il sert souvent de monture de cavalerie, sous la selle des guerriers Meiteis. Des Mangal Sa, c'est-à-dire des poneys de Mongolie, arrivent dans la région sous le règne de Pamheiba (1714-1754). 
Les poneys de Manipur jouent un grand rôle dans la cavalerie dirigée par Garib Newaz (en), dont l'armée de cavaliers terrorise la Haute-Birmanie tout au long du début du XVIIe siècle. En 1738, ce poney est employé pendant la mise à sac de Sagaing.

### Popularité comme poney de polo

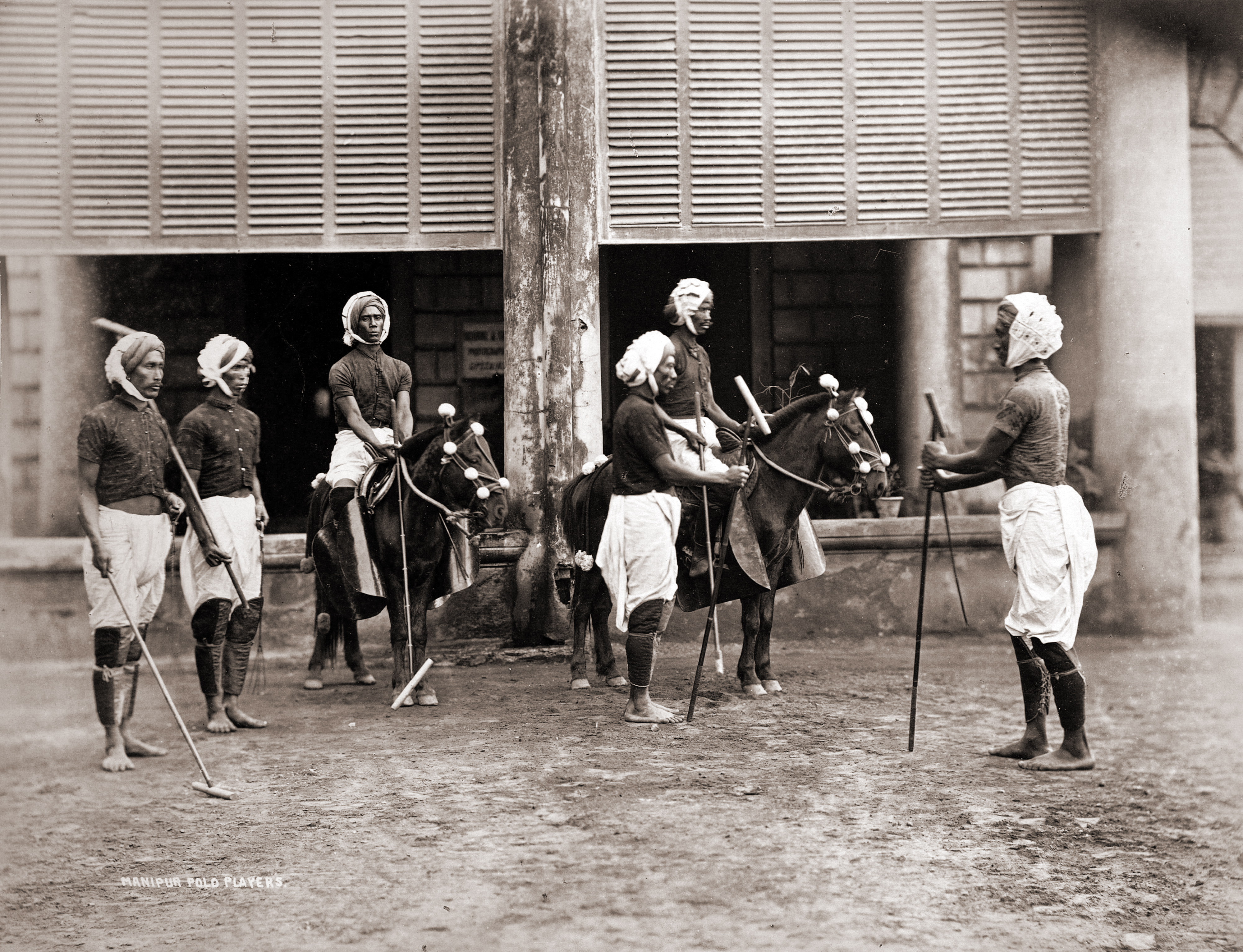
Joueurs de polo à Manipur en 1875

De 1859 à 1916, le poney de Manipur devient très recherché par les Britanniques comme poney de polo, il est particulièrement estimé. C'est aussi au XIXe siècle que plusieurs infusions de sang arabe influencent la race, les Britanniques désirant l'améliorer pour la pratique de ce sport : en 1859, un étalon arabe et huit jument sont envoyés dans la région. Il est possible également que des étalons Walers aient influencé la race. Cette sélection a une influence directe sur le poney de Manipur, puisque la taille maximale d'un poney de polo est initialement limitée à 13 mains (1,32 m), en se basant sur la taille moyenne de la race à l'époque. Plus tard, cette restriction est relevée à une taille de 14 mains (1,42 m), puis totalement supprimée. La demande en poneys de polo est si forte que la région est littéralement vidée de ses équidés. Une interdiction d'exportation est décidée, afin de laisser à la race le temps de se reconstituer.

### Depuis leXXesiècle
Le début du XXe siècle voit une dégradation de la race à cause des incursions birmanes, les Birmans tentent d'exterminer les poneys à cause de leur rôle dans la cavalerie de Manipur. Les poneys sont mis à contribution pour transporter les troupes britanniques en Birmanie pendant la Seconde Guerre mondiale. En 1977, la Manipur Horse Riding and Polo Association est créée pour promouvoir le poney de Manipur et le polo. Cependant, la population de la race a nettement décru dans la seconde moitié du XXe siècle, et continue à s'effondrer, entre autres en raison du grand nombre de poneys passés en contrebande vers Myanmar (Birmanie), où la race est recherchée, après avoir été achetés ou volés à leurs propriétaires indiens. En 2005, un parc du patrimoine est créé par la Manipur Horse Riding and Polo Association, dans le but de prévenir l'extinction de la race et de la promouvoir auprès des touristes. Le nombre de poneys continue néanmoins à baisser. Le Manipur Horse Riding and Polo Association créé un centre d'élevage près d'Imphāl. Le gouvernement de l'État de Manipur lui fournit du terrain supplémentaire en 2014. Une marche a rassemblé 150 personnes montées sur ces poneys, pour demander des mesures conservatoires au gouvernement d'État de Manipur, et faire déclarer la race en danger, du fait qu'il reste moins de 400 juments capables de se reproduire. En 2015, il est également prévu de créer un centre de conservation de la race près du temple de Lord Marjing à Imphāl. Le manque d'investissement du gouvernement de l'Inde en faveur de ce poney fait cependant craindre une extinction prochaine.

## Description
La poney de Manipur partage le type des poneys du Sud-Est de l'Asie. D'après la FAO, sa taille va de 1,10 m à 1,40 m, pour un poids moyen de 200 à 225 kg. Il ne dépasse généralement pas 1,40 m. Ce poney est très élégant, tout comme les autres races indiennes, une qualité qu'il devrait à ses ancêtres arabes. Bien que rien ne prouve une relation entre ces races, le poney de Manipur ressemble au poney de Birmanie et aux races indonésiennes du Batak et du Sumba. La robe la plus courante est le bai, on trouve aussi du pie, du gris et de l'alezan. Les robes sont très variées, car les Meiteis locaux connaissent plus de 70 mots pour désigner les robes des chevaux, y compris le palomino et le tacheté. Ces poneys sont réputés très agiles, rapides et endurants.

### Morphologie
La tête est légère, dotée d'un profil rectiligne ou parfois concave, héritage des croisements avec l'Arabe. Les yeux sont bien écartés, le bout de nez large et les naseaux bien dilatés. La tête est surmontée de petites oreilles alertes. L'encolure est musclée et bien formée, permettant une longueur de rênes correcte. Elle est rattachée à un garrot généralement bien sorti, une poitrine profonde et des épaules inclinées, permettant des actions rapides. La croupe est inclinée, les jambes sont solides et proportionnelles au corps, dotés d'articulations fortes. Les sabots sont bien proportionnés et très solides, le ferrage étant inconnu à Manipur. La queue est portée haut.

### Génétique
En 2007, une étude a permis d'examiner la diversité génétique de cinq races de chevaux d'Inde, le Zanskari, le poney de Manipur, le Marwari, le Spiti et le Bhotia. En utilisant les analyses par ADN microsatellites, il a été démontré que le poney de Manipur présente la plus grande distance génétique avec le Marwari, et se révèle plus proche des trois autres races. Cette différence se remarque aussi à travers les caractéristiques physiques, notamment la taille et l'adaptation à l'environnement. Elle est attribuée aux ancêtres respectifs de ces races : le poney de Manipur, comme les trois autres poneys de l'Inde, est présumé descendant du poney tibétain. Le Indian National Bureau of Animal Genetic Resources (Bureau national des ressources zoogénétiques) a commandité une étude en 2012, pour lutter contre les mauvaises sélections. Ces analyses ont permis de grouper le Zanskari, le Spiti et le poney de Manipur parmi la même sous-population,. En 2013, une nouvelle étude permet de constater que le poney de Manipur dispose d'une bonne diversité génétique, d'un niveau de consanguinité bas à modéré, et n'a pas subi de goulet d'étranglement. De multiples lignées maternelles ont été identifiées chez la race. Le poney de Manipur est aussi étroitement apparenté au Pur-sang.

## Utilisations

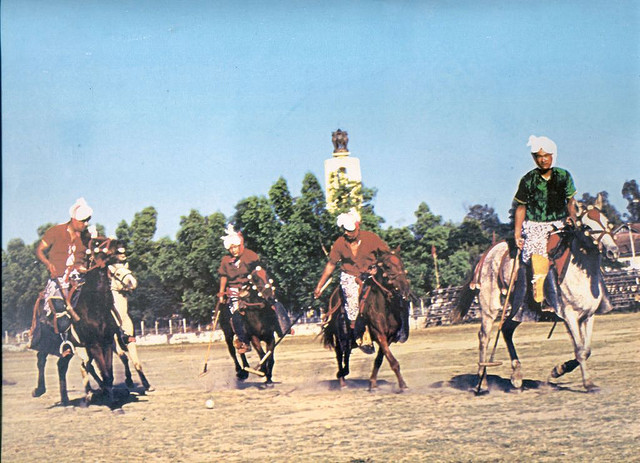
Partie de sagol kangjei à Manipur.

Il sert toujours de poney de polo, d'animal de transport à des fins militaires, et pour les courses de chevaux,,. À cause de sa taille réduite, les joueurs de polo utilisent des maillets courts lorsqu'ils jouent une partie sur un poney de Manipur. Le polo a été introduit dans la région au XVIIe siècle, ce qui fait des poneys de Manipur la première race de chevaux utilisée pour y jouer. C'est en regardant les indiens y jouer sur leurs poneys que les Britanniques ont appris les règles du polo. Le poney de Manipur reste très utilisé pour ce sport en Inde, mais en Europe et dans les Amériques, d'autres races sont désormais préférées. Ils servent aussi pour le jeu de sagol kangjei, une version du polo censée être plus proche des règles originelles de ce sport à l'époque de son invention. Le sagol kangjei est plus exigeant en termes d'efforts que le polo moderne, puisque les poneys sont gardés pour tout le match plutôt que d’être changés périodiquement.
Une étude a porté sur la possibilité d'utiliser ces poneys pour produire de l'électricité pendant leurs périodes d'inactivité, en utilisant un manège rotatif.

## Diffusion de l'élevage

Répartition des différentes races de chevaux élevées en Inde.

Ce poney est habituellement élevé dans les zones humides du Manipur, à l'état semi-sauvage. La population a nettement décru ces dernières années. Les relevés de population divergent en fonction des sources, mais ils sont tous sous les seuils critiques de mise en danger. En 1982, la FAO relève la présence de 15 000 à 16 000 poneys. Il ne reste plus que 2 300 animaux à la fin du XXe siècle. En 2003, 1 800 poneys sont comptabilisés, puis 1 217 en 2007, d'après le département des services vétérinaires et d'élevage de l'état de Manipur. En 2008, le comptage transmis à la FAO dénombre 2 327 poneys. Ils seraient environ 1 000 au début du XXIe siècle, d'après une association locale. En 2015, la situation de ces animaux attire l'attention de la BBC et du New York Times : ils sont considérés comme en danger critique d'extinction, avec 500 individus restants,, d'après un comptage effectué par la Manipur Pony Society en août 2014. Plusieurs raisons sont invoquées pour expliquer cette baisse d'effectifs : la destruction de zones humides, l'urbanisation et l’empiétement sur l'habitat naturel de ce poney sont considérés comme les raisons principales de son déclin. Certains agriculteurs n’hésitent pas à blesser les poneys qu'ils estiment être des nuisances, notamment pour la riziculture. La race risque de s'éteindre dans les prochaines années,, car le taux de décès est supérieur au nombre de nouvelles naissances : en 2014, 40 poneys sont morts, notamment d'empoisonnements et de collisions avec des véhicules.

## Dans la culture
Le cheval est particulièrement respecté, voire vénéré dans la région de Manipur. Le temple de Lord Marjing, près d'Imphāl, est l'un des rares au monde qui soient consacrés aux chevaux. Les habitants locaux estiment qu'en y priant, ils recevront prospérité, bonne santé et virilité. Le rôle joué par ce poney dans l'Histoire de Manipur, notamment pour l'aspect militaire, est également reconnu.